# Wakabayashi Takeo
Wakabayashi Takeo (jap. 若林 竹雄; * 29. August 1907 in der Präfektur Hyōgo; † 7. August 1937, ebendort) war ein japanischer Fußballspieler.

## Nationalmannschaft
1930 debütierte Wakabayashi für die japanische Fußballnationalmannschaft. Wakabayashi bestritt zwei Länderspiele und erzielte dabei vier Tore. Mit der japanischen Nationalmannschaft qualifizierte er sich für die Far Eastern Championship Games 1930.